# Tlagah (Galis)
Tlagah is een bestuurslaag in het regentschap Bangkalan van de provincie Oost-Java, Indonesië. Tlagah telt 5287 inwoners (volkstelling 2010).